# Вайс, Йозеф (пианист)

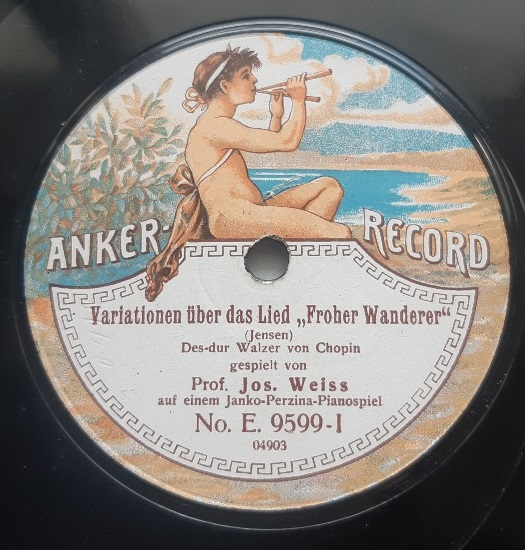
Запись Йозефа Вайса для немецкой компании Anker (Берлин, 1911 г.)

Йозеф Вайс (нем. Josef Weiss, Josef Weiß, в старых русских источниках Иосиф Вейс; 5 ноября 1864, Кашау — 1945, Будапешт) — немецкий пианист и композитор еврейского происхождения.

## Биография
Родился в семье владельца городской мельницы. Учился в Будапештской музыкальной академии у Ференца Эркеля (фортепиано) и Роберта Фолькмана (композиция). В 1877 году дебютировал в сборном концерте студентов консерватории, исполнив собственную пьесу Интродукция и марш (венг. Bevezetés és induló). В 1880—1882 годах одновременно с консерваторским курсом занимался частным образом у Ференца Листа. В 1882 г., в год окончания академии, исполнил на студенческом концерте скерцо из своей первой симфонии ре минор (в переложении для двух фортепиано, вторую фортепианную партию исполнила Ирен Нобль).
После этого Вайс по приглашению импресарио Германа Вольфа обосновался в Берлине, некоторое время, по-видимому, ещё учился у Морица Мошковского. С 1884 года концертировал в разных европейских странах, в 1891 году исполнил в Веймаре свой фортепианный концерт ля минор op. 13 (дирижировал Рихард Штраус). Некоторое время преподавал в Новой Академии музыки (до её закрытия в 1890 году).
В 1891—1892 годах Вайс преподавал фортепиано в Санкт-Петербургской консерватории. Наиболее известный из его учеников, Самуил Майкапар, посвятил ему главу в своих воспоминаниях: «живой как ртуть, порывистый, словоохотливый, нервный, с непрерывно подвижной мимикой лица и жестов», профессор Вайс был, по мнению Майкапара, совершенно непригоден для педагогической работы, однако, как стало ясно мемуаристу гораздо позже, был выдающимся исполнителем и блестящим импровизатором, которому только невыносимый характер, надменность и постоянно сопровождавшие его скандалы помешали добиться заслуженной известности. Среди других учеников Вайса были Леонид Щедрин (первый директор музыкального училища в Николаеве) и Александра Снеткова (первая учительница музыки юного Игоря Стравинского). В Петербурге Вайс несколько раз выступил как пианист, в том числе вновь исполнив свой фортепианный концерт (дирижировал Леопольд Ауэр).
В 1893 году Вайс после очередного скандала покинул Петербург и вернулся в Германию, вновь обратившись к жизни концертирующего солиста. Сезон 1899—1900 годов он провёл в Нью-Йорке, дав семь концертов с преобладанием в программе произведений Фридерика Шопена, Ференца Листа и Иоганнеса Брамса. Вайс вновь вернулся в Нью-Йорк спустя 10 лет и был представлен художником Андреасом Гроллем Густаву Малеру. Игра Вайса, как вспоминает Альма Малер, совершенно очаровала Малера, и он пригласил его исполнить фортепианный концерт Роберта Шумана 31 января 1910 года в Карнеги-холле с Нью-Йоркским филармоническим оркестром; однако в ходе репетиции накануне концерта Вайс в грубой форме выразил Малеру своё неудовольствие взятыми оркестром темпами и покинул зал, отказавшись от выступления; в итоге солистом выступил Паоло Галлико. Вернувшись в Германию, Вайс дал в Шверине концерт из произведений Листа к столетию композитора. К этому же периоду относятся его первые записи.
В 1913 году Вайс написал музыку к заметному немецкому кинофильму «Пражский студент» (режиссёры Стеллан Рюэ и Пауль Вегенер) и сам исполнил её на премьере в Берлине 22 августа того же года (сто лет спустя, в 2013 году, премьера отреставрированной версии фильма прошла в сопровождении той же музыки, в оркестровке композитора Бернда Тевеса, дирижёр Даниель Гроссман).
С 1914 года Вайс преподавал в Консерватории Штерна. Известен ряд его выступлений в 1920-е годы, последние записи Вайса (в том числе сонаты Людвига ван Бетховена № 18 и № 23) относятся к 1924 году. С приходом нацистов к власти Вайс, в силу еврейского происхождения, вынужден был покинуть Германию, какое-то время провёл в своём родном городе Кошице, а затем оказался в Будапеште. Точная дата его смерти неизвестна.